# Ed Banger Records
Az Ed Banger Records francia elektronikus zenei kiadó, melyet Pedro Winter alapított 2003-ban a Headbangers Entertainment divíziójaként. A kiadó az otthona a francia elektronikus zenei formációnak, a Justice-nak, továbbá Sebastian, Cassius, Uffie, Krazy Baldhead, DJ Medhi, Mr. Oizo, Mr. Flash, Vicarious Bliss, So Me, Feadz, Breakbot, DSL, Mickey Moonlight, Boston Bun is tagok, valamint Pedro Winter maga is, Busy P néven. A legtöbb videót és lemezborítót az Ed Banger Recordsnál So Me koordinálja.

## Történet
A kiadó a drámai fejlődést és híressé válást 2007 elején kezdhette élvezni, amikor a szerződött előadói közül többen mainstream sikereket értek el, a legnevezetesebbet a Justice francia elektronikus zenei csoport, az elhunyt Simian electro-rock zenekar Never Be Alone című, elhíresült számának átdolgozása volt, amely az angliai zenei toplistán a 20. helyen állt. A szám videóklipje 2006-ban megnyerte a legjobb videó díját az MTV Europe Music Awards-on. A kiadótárs Uffie szintén élvezhette a hírnév növekedését 2006 végén kiadott, Pop the Glock című számával, amelyet a világon mindenhol játszottak a rádiókban. 

## Együttműködések
Az Ed Banger Records és a kozmetikai Uslu Airlines cég közösen megalkottak egy sötétben világító körömlakkot, melyet Busy P speciális mini-mix-ével közösen árultak.[forrás?]
Hogy megünnepeljék a kiadó 10. évfordulóját és a Girl Distribution Company 20. születésnapját, egy Ed Bander szériás gördeszkatestet hoztak ki 2013 júliusában a Girl's Team riderének, Sean Maltónak egy rész videoremixével. Az artworkot a deszkatesten Mr. Oizo, Breakbot, Justice, Sebastian és Busy P előadók inspirálták, miközben Maltónak a részét Justice és Mr. Oizo zenéjére szerkesztették.

## Kiadások

### Számok és EP-k
| Év   | Előadó                                           | Kiadás                                               | Típus  | Kiadás dátuma | Katalógus  |
| ---- | ------------------------------------------------ | ---------------------------------------------------- | ------ | ------------- | ---------- |
| 2003 | Mr. Flash / A Bass Day                           | Radar Rider / F.I.S.T.                               | EP     | Mar 7, 2003   | ED001      |
| 2003 | Justice vs. Simian / Justice vs. Gambit / Espion | Never Be Alone / Steamulation / Anything Is Possible | EP     | Jun, 2003     | ED002      |
| 2004 | Vicarious Bliss                                  | Theme from Vicarious Bliss                           | EP     | Feb 16, 2004  | ED003      |
| 2004 | Krazy Baldhead                                   | Bill's Break                                         | EP     | Jul 7, 2004   | ED004      |
| 2004 | Busy P                                           | Limit Ed                                             | EP     | 2004          | LTED001    |
| 2005 | Justice                                          | Waters of Nazareth                                   | EP     | Sep 16, 2005  | ED005      |
| 2005 | Sebastian                                        | Smoking Kills (?)                                    | EP     | Mar 10, 2005  | ED006      |
| 2005 | Sebastian / Krazy Baldhead                       | H.A.L. / Time.Period                                 | EP     | Aug, 2005     | LTED002    |
| 2005 | Zongamin                                         | Bongo Song                                           | EP     | Dec 1, 2005   | ED007      |
| 2006 | Uffie                                            | Pop the Glock / Ready to Uff                         | EP     | Feb 23, 2006  | ED008      |
| 2006 | Justice                                          | Waters of Nazareth Pt. II                            | EP     | Apr 26, 2006  | ED005.2    |
| 2006 | DJ Mehdi feat. Chromeo                           | I Am Somebody                                        | EP     | May 24, 2006  | ED009      |
| 2006 | Mr. Flash                                        | Champions / Disco Dynamite                           | EP     | Jul 14, 2006  | ED010      |
| 2006 | Sebastian                                        | Ross Ross Ross                                       | EP     | Aug 28, 2006  | ED011      |
| 2006 | Uffie                                            | Hot Chick / In Charge                                | EP     | Dec 7, 2006   | ED012      |
| 2007 | Krazy Baldhead                                   | Dry Guillotine                                       | EP     | Jan 12, 2007  | ED013      |
| 2007 | Justice                                          | Phantom                                              | EP     | Jan, 2007     | ED014LTD   |
| 2007 | Busy P                                           | Rainbow Man                                          | EP     | Feb 26, 2007  | ED014      |
| 2007 | DJ Mehdi                                         | Lucky Girl EP                                        | EP     | Mar 15, 2007  | ED015      |
| 2007 | DJ Mehdi / Radar                                 | Lucky Boy / 5th Columnist                            | EP     | Apr, 2007     | MEHDAR001  |
| 2007 | Justice                                          | D.A.N.C.E                                            | Single | Apr 30, 2007  | ED017      |
| 2007 | Mr. Oizo                                         | Transexual / Patrick122                              | EP     | Jun 5, 2007   | ED016      |
| 2007 | Uffie                                            | F1rst Love / Brand New Car                           | EP     | Jun 28, 2007  | ED018      |
| 2007 | Justice                                          | D.A.N.C.E. (Remixes)                                 | EP     | Jul 27, 2007  | ED017.2    |
| 2007 | Sebastian                                        | Walkman 2                                            | EP     | Oct 12, 2007  | BEC5772152 |
| 2007 | Justice                                          | Phantom Pt. II                                       | EP     | Nov 26, 2007  | ED019      |
| 2008 | DSL                                              | Invaders                                             | EP     | Feb 28, 2008  | ED020      |
| 2008 | Feadz                                            | Happy Meal                                           | EP     | Mar 19, 2008  | ED021      |
| 2008 | Justice                                          | DVNO                                                 | EP     | Apr 16, 2008  | ED022      |
| 2008 | Sebastian                                        | Motor                                                | EP     | Apr 28, 2008  | ED023      |
| 2008 | Busy P                                           | Pedrophilia                                          | EP     | Jun 23, 2008  | ED024      |
| 2008 | Mickey Moonlight                                 | Interplanetary Music                                 | EP     | Sep 11, 2008  | ED025      |
| 2008 | Mr. Oizo                                         | Positif                                              | EP     | Nov 10, 2008  | ED027      |
| 2008 | DJ Mehdi                                         | Pocket Piano                                         | EP     | Dec 15, 2008  | ED026      |
| 2009 | Justice feat. Uffie                              | Tthhee Ppaarrttyy                                    | Single | Feb 9, 2009   | 1565274    |
| 2009 | Mr. Oizo                                         | Pourriture                                           | EP     | Mar 16, 2009  | ED028      |
| 2009 | Krazy Baldhead                                   | Sweet Night                                          | EP     | Apr 9, 2009   | ED029      |
| 2009 | Feadz                                            | P*N*M*B                                              | EP     | Jul 20, 2009  | ED030      |
| 2009 | DSL                                              | Stupid Bitches                                       | EP     | Oct 26, 2009  | ED031      |
| 2009 | Uffie                                            | Pop the Glock                                        | EP     | Dec 17, 2009  | ED032      |
| 2009 | Uffie                                            | MCs Can Kiss                                         | EP     | Dec 25, 2009  | ED033      |
| 2010 | Breakbot                                         | Baby I'm Yours                                       | EP     | Feb 14, 2010  | ED034      |
| 2010 | Mr. Flash                                        | Blood, Sweat & Tears                                 | EP     | Apr 26, 2010  | ED035      |
| 2010 | Mickey Moonlight                                 | Love Pattern                                         | EP     | May 10, 2010  | ED036      |
| 2010 | Carte Blanche                                    | Black Billionaires                                   | EP     | May 31, 2010  | ED037      |
| 2010 | Uffie feat. Pharrell Williams                    | A.D.D S.U.V.                                         | EP     | Jun 4, 2010   | ED038      |
| 2010 | Breakbot                                         | Baby I'm Yours (Remix)                               | Single | Jun 21, 2010  | ED034.2    |
| 2010 | Mr. Oizo & Gaspard Augé                          | Rubber                                               | EP     | Jul 12, 2010  | ED039      |
| 2010 | Squarepusher & Edrec present Shobaleader One     | Cryptic Motion                                       | EP     | Aug 30, 2010  | ED040      |
| 2010 | Cassius                                          | The Rawkers E.P.                                     | EP     | Oct 8, 2010   | ED041      |
| 2010 | Uffie                                            | Difficult                                            | EP     | Oct 18, 2010  | ED042      |
| 2010 | Feadz                                            | The T.U.F.F. EP                                      | EP     | Dec 6, 2010   | ED043      |
| 2010 | Carte Blanche                                    | Black Billionaires - The Remixes                     | EP     | Dec 13, 2010  | ED044      |
| 2011 | Cassius                                          | I <3 U So                                            | EP     | Mar 1, 2011   | ED045      |
| 2011 | Uffie                                            | Illusion of Love                                     | Single | Mar 13, 2011  | BEC5772845 |
| 2011 | Justice                                          | Civilization                                         | EP     | Mar 28, 2011  | ED047      |
| 2011 | Sebastian                                        | Embody                                               | EP     | Apr 4, 2011   | ED046      |
| 2011 | Uffie                                            | Wordy Rappinghood                                    | Single | Apr 18, 2011  | BEC5772871 |
| 2011 | Breakbot                                         | Fantasy                                              | EP     | Apr 22, 2011  | ED049      |
| 2011 | Carte Blanche                                    | White Man On the Moon                                | EP     | May 30, 2011  | ED048      |
| 2011 | Sebastian feat. M.I.A.                           | C.T.F.O.                                             | EP     | Aug 22, 2011  | ED051      |
| 2011 | Sebastian feat. Mayer Hawthorne                  | Love In Motion                                       | EP     | Sep 12, 2011  | ED053      |
| 2011 | Justice                                          | Audio, Video, Disco                                  | EP     | Sep 26, 2011  | ED052      |
| 2011 | Mickey Moonlight                                 | Close to Everything                                  | EP     | Oct 17, 2011  | ED050      |
| 2011 | DSL                                              | Supa Love                                            | EP     | Oct 31, 2011  | ED054      |
| 2012 | Justice                                          | On'n'On                                              | EP     | Jan 27, 2012  | ED055      |
| 2012 | Krazy Baldhead                                   | Surabaya Girl                                        | EP     | Feb 6, 2012   | ED056      |
| 2012 | Feadz & Kito                                     | Electric Empire                                      | EP     | Mar 26, 2012  | ED057      |
| 2012 | Laurent Garnier feat. L.B.S. Crew                | Timeless EP                                          | EP     | Apr 1, 2012   | ED058      |
| 2012 | Sebastian                                        | The EP Collection                                    | EP     | Apr 16, 2012  | ED059      |
| 2012 | Mickey Moonlight                                 | Come On Humans!                                      | EP     | May 7, 2012   | ED060      |
| 2012 | Breakbot                                         | Programme                                            | Single | Mar 16, 2012  | ED061      |
| 2012 | Justice                                          | New Lands                                            | EP     | Jun 22, 2012  | ED062      |
| 2012 | Krazy Baldhead                                   | Empty Boy                                            | EP     | Jun 6, 2012   | ED063      |
| 2012 | Mr. Oizo                                         | Stade 3                                              | EP     | Jul 9, 2012   | ED064      |
| 2012 | Breakbot feat. Irfane                            | One Out of Two                                       | EP     | Jun 15, 2012  | ED065      |
| 2012 | Boston Bun                                       | Housecall                                            | EP     | Nov 26, 2012  | ED066      |
| 2012 | Feadz & Kito                                     | Electric Empire (Remixes)                            | EP     | Dec 10, 2012  | ED067      |
| 2013 | Justice                                          | Helix                                                | EP     | Jan 7, 2013   | ED068      |
| 2013 | Riton                                            | Lost My Mind                                         | EP     | Jan 21, 2013  | ED069      |
| 2013 | Cashmere Cat                                     | Mirror Maru Remix EP                                 | EP     | Feb 18, 2013  | ED070      |
| 2013 | Laurent Garnier                                  | "Jacques In the Box" Remixes                         | EP     | Apr 1, 2013   | ED071      |
| 2013 | Busy P                                           | Still Busy                                           | EP     | Jun 21, 2013  | ED075      |
| 2013 | Breakbot feat. Ruckazoid                         | You Should Know                                      | EP     | Jun 28, 2013  | ED072      |
| 2013 | Mr. Oizo                                         | Amicalement                                          | EP     | Jul 1, 2013   | ED073      |
| 2013 | Boston Bun                                       | Flasher EP                                           | EP     | Oct 7, 2013   | ED074      |
| 2014 | DJ Pone                                          | Erratic Impulses                                     | EP     | Jan 14, 2014  | ED076      |
| 2014 | Busy P                                           | Reworking Is Not a Crime                             | EP     | Mar 24, 2014  | ED077      |
| 2014 | Busy P                                           | Rainbow Man 2014                                     | EP     | Apr 28, 2014  | 62967      |
| 2014 | Riton                                            | Bad Guy Ri Ri                                        | EP     | May 26, 2014  | ED078      |
| 2014 | Boston Bun                                       | We Got Soul                                          | EP     | Jun 16, 2014  | ED079      |
| 2014 | Mr. Flash                                        | Midnight Blue                                        | EP     | Jul 14, 2014  | ED080      |
| 2015 | Boston Bun                                       | Just For Freaks Vol. I                               | EP     | Jan 26, 2015  | ED081      |

### Albumok és LP-k
| Év   | Előadó           | Kiadás                                     | Típus                  | Kiadás dátuma | Katalógus  |
| ---- | ---------------- | ------------------------------------------ | ---------------------- | ------------- | ---------- |
| 2005 | Mr. Flash        | Monsieur Sexe                              | LP                     | Feb 14, 2005  | EDCD001    |
| 2006 | DJ Mehdi         | Lucky Boy                                  | Album                  | Oct 30, 2006  | EDCD004    |
| 2007 | DJ Mehdi         | Lucky Boy at Night                         | Album                  | May 4, 2007   | EDCD004.2  |
| 2007 | Justice          | †                                          | Album                  | Jun 18, 2007  | BEC5772108 |
| 2008 | Sebastian        | Remixes                                    | Compilation of remixes | Aug 22, 2008  | BEC5772341 |
| 2008 | Mr. Oizo         | Lambs Anger                                | Album                  | Nov 17, 2008  | BEC5772418 |
| 2008 | Justice          | A Cross the Universe                       | Live album             | Nov 24, 2008  | BEC5772406 |
| 2009 | Krazy Baldhead   | The B-Suite                                | Album                  | May 11, 2009  | EDCD009    |
| 2009 | DJ Mehdi         | Red Black & Blue                           | Compilation of remixes | Nov 9, 2009   | BEC5772556 |
| 2010 | Uffie            | Sex Dreams and Denim Jeans                 | Album                  | Jun 15, 2010  | BEC5772591 |
| 2011 | Sebastian        | Total                                      | Album                  | May 30, 2011  | BEC5772823 |
| 2011 | Justice          | Audio, Video, Disco                        | Album                  | Oct 25, 2011  | BEC5161063 |
| 2011 | Mr. Oizo         | Stade 2                                    | Album                  | Nov 21, 2011  | BEC5161086 |
| 2011 | Mickey Moonlight | And the Time-Axis Manipulation Corporation | Album                  | Nov 28, 2011  | BEC5161036 |
| 2012 | Krazy Baldhead   | The Noise In the Sky                       | Album                  | Feb 29, 2012  | BEC5161145 |
| 2012 | Breakbot         | By Your Side                               | Album                  | Sep 17, 2012  | BEC5161259 |
| 2013 | DSL              | After                                      | Album                  | Feb 11, 2013  | BEC5161316 |
| 2013 | Justice          | Access All Arenas                          | Live album             | May 6, 2013   | BEC5161307 |
| 2014 | Feadz            | Instant Alpha                              | Album                  | Jan 20, 2014  | BEC5161677 |
| 2014 | Mr. Flash        | Sonic Crusader                             | Album                  | Jun 2, 2014   | BEC5161720 |

### Összeállítások
| Év   | Előadó            | Kiadás                  | Típus       | Kiadás dátuma | Katalógus   |
| ---- | ----------------- | ----------------------- | ----------- | ------------- | ----------- |
| 2006 | DJ Mehdi          | Loukoums                | Mix         | May, 2006     | Promo CD    |
| 2006 | Various Artists   | Ed Rec Vol. 1           | Compilation | Dec 6, 2006   | BEC5772068  |
| 2007 | Various Artists   | Ed Rec Vol. 2           | Compilation | Mar 12, 2007  | EDLP002     |
| 2008 | Various Artists   | Ed Rec Vol. 3           | Compilation | Jun 9, 2008   | EDLP003     |
| 2011 | Busy P & DJ Mehdi | Let the Children Techno | Compilation | Feb 21, 2011  | BEC5772801  |
| 2011 | Various Artists   | The Bee Sides           | Compilation | Apr 16, 2011  | RSD11BANGER |
| 2013 | Various Artists   | Ed Rec Vol. X           | Compilation | Jun 7, 2013   | BEC5161387  |
| 2013 | Various Artists   | Ed Banger Kick Ass      | Compilation | Apr 19, 2014  | BEC5161807  |

### Soundtrack-ek
| Év   | Előadó                                  | Kiadás                               | Kiadás dátuma | Katalógus  |
| ---- | --------------------------------------- | ------------------------------------ | ------------- | ---------- |
| 2007 | Sébastien Tellier, Mr. Oizo & Sebastian | Steak: Music from the Motion Picture | Jun, 2007     | EDOST001   |
| 2010 | Sebastian                               | Notre Jour Viendra OST               | Oct 25, 2010  | EDOST002   |
| 2010 | Mr. Oizo & Gaspard Augé                 | Rubber (Original Soundtrack)         | Nov, 2010     | EDOST003   |
| 2012 | Tahiti Boy & Mr. Oizo                   | Wrong (Original Soundtrack)          | Sep 10, 2012  | BEC5161228 |
| 2013 | Mr. Oizo                                | Wrong Cops (Best Of)                 | Dec 20, 2012  | BEC161733  |
| 2014 | Various Artists                         | Vandroid                             | May 6, 2014   | BEC5161806 |

## Külső hivatkozások
- Hivatalos weboldal
- Ed Bangers Records a Facebookon
- Ed Bangers Records a Twitteren
- Ed Bangers Records Soundcloud
- Ed Bangers Records Discogs

## Fordítás
- Ez a szócikk részben vagy egészben  az   Ed Banger Records című angol Wikipédia-szócikk ezen változatának fordításán alapul.  Az eredeti cikk szerkesztőit annak laptörténete sorolja fel. Ez a jelzés csupán a megfogalmazás eredetét és a szerzői jogokat jelzi, nem szolgál a cikkben szereplő információk forrásmegjelöléseként.